# Integrirajuća građa
Integrirajuća građa (engl. integrating resources) jedinica neomeđene građe koja se nadopunjuje ili mijenja osuvremenjivanjima koja ne ostaju zasebna, već su uklopljena u cjelinu. Integrirajuća građa može biti omeđena ili neomeđena. Omeđena integrirajuća građa je ona čiji se sadržaj mijenja tijekom nekog određenog razdoblja, u konačnom broju iteracija (npr. rječnici, enciklopedije, mrežna mjesta događaja, znanstvenih projekta, političkih kampanja). Primjer omeđene mrežne integrirajuće građe je Wikipedija-enciklopedija. Integrirajuća neomeđena građa mijenja se nadopunjavanjima (osuvremenjivanjima) koja nisu zasebna nego uklopljena u cjelinu, pri čemu se (uglavnom) ne mijenja cijeli sadržaj jedinice. Primjeri za integrirajuću građu jesu publikacije koje imaju uvez sa slobodnim listovima ili se osuvremenjuju poput mrežnih mjesta institucija, portali, e-zini. Prva neomeđena integrirajuća građa u Hrvatskoj se pojavila 1994. godine HRTweb i www.HR.

## Vanjska poveznica
ISSN ured za Hrvatsku  Arhivirana inačica izvorne stranice od 9. kolovoza 2010. (Wayback Machine)
Enciklopedija.lzmk.hr